# Pedro Muñoz Seca
Pedro Muñoz Seca (El Puerto de Santa María, provincie Cádiz, 20. února 1881 – 28. listopadu 1936 Paracuellos de Jarama) byl španělský dramatik.

## Život
Po studiu na jezuitské koleji vystudoval právo, literaturu a filozofii na univerzitě v Seville. Je autorem nového žánru divadelních komedií zvaného astracanada. Nejznámější hrou z jeho více než 130 děl je La venganza de Don Mendo (Pomsta dona Menda), satira na básnické drama, jehož představitelem byl např. Pedro Calderón de la Barca. Na jezuitské koleji byl mezi jeho spolužáky Juan Ramón Jiménez, či Fernando Villalón. Mezi jeho přátele a spolupracovníky patřil Pedro Pérez Fernández.
Jako přesvědčený monarchista, který ve svých hrách otevřeně kritizoval a parodoval republikánské Španělsko, se stal na počátku španělské občanské války jednou z obětí masakrů v Paracuellos de Jarama.